# São Mateus
São Mateus este un oraș în statul Espírito Santo (ES) din Brazilia. În anul 2020 avea o populație de aproximativ 133.000 de locuitori.

## Istoric
Așezarea a fost întemeiată în data de 21 septembrie 1544 și denumită în 1566 de misionarul José de Anchieta în amintirea sfântului Matei.

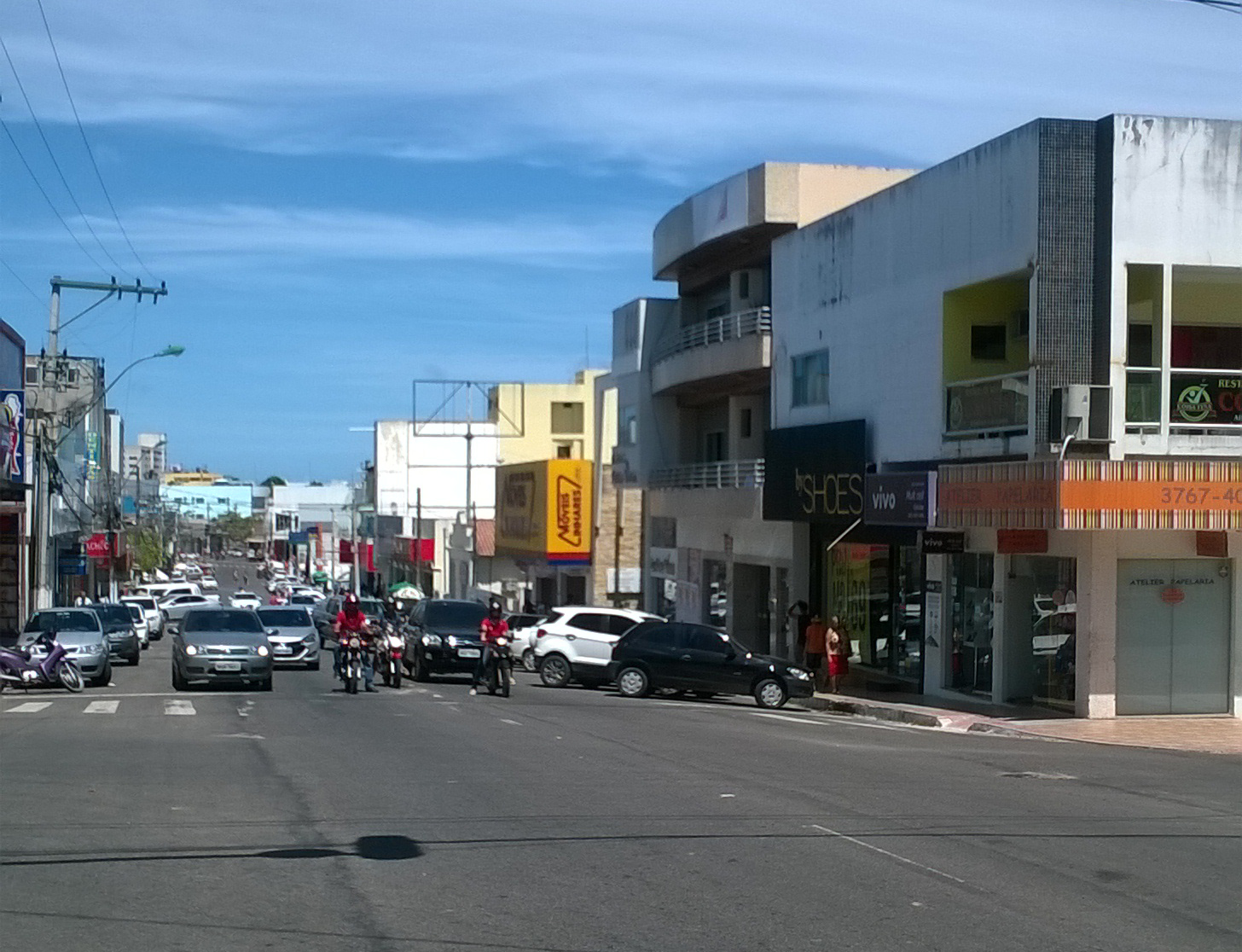
São Mateus